# Norrstig och Saltvik
Norrstig och Saltvik är en av SCB avgränsad och namnsatt småort i Härnösands kommun. Den omfattar bebyggelse i byarna Norrstig och Saltvik i Säbrå socken belägna utmed E4an mellan Härnösand och Älandsbro. Kriminalvårdsanstalten Saltvik (ett av totalt två ångermanländska fängelser) ligger dock inom tätorten Härnösand och inte inom småortsavgränsningen.

## Befolkningsutveckling
| Befolkningsutvecklingen i Norrstig/Norrstig och Saltvik 1960–2015 | Befolkningsutvecklingen i Norrstig/Norrstig och Saltvik 1960–2015 | Befolkningsutvecklingen i Norrstig/Norrstig och Saltvik 1960–2015 | Befolkningsutvecklingen i Norrstig/Norrstig och Saltvik 1960–2015 | Befolkningsutvecklingen i Norrstig/Norrstig och Saltvik 1960–2015 |
| ----------------------------------------------------------------- | ----------------------------------------------------------------- | ----------------------------------------------------------------- | ----------------------------------------------------------------- | ----------------------------------------------------------------- |
|                                                                   |                                                                   |                                                                   |                                                                   |                                                                   |
| År                                                                |                                                                   |                                                                   | Folkmängd                                                         | Areal (ha)                                                        |
| 1960                                                              | 1960                                                              |                                                                   | 260                                                               |                                                                   |
| 1965                                                              | 1965                                                              |                                                                   | 258                                                               |                                                                   |
| 1970                                                              | 1970                                                              |                                                                   | 253                                                               |                                                                   |
| 1975                                                              | 1975                                                              |                                                                   | 209                                                               |                                                                   |
| 1980                                                              | 1980                                                              |                                                                   | 212                                                               |                                                                   |
| 1990                                                              | 1990                                                              |                                                                   | 171                                                               | 27#                                                               |
| 1995                                                              | 1995                                                              |                                                                   | 177                                                               | 34#                                                               |
| 2000                                                              | 2000                                                              |                                                                   | 167                                                               | 34#                                                               |
| 2005                                                              | 2005                                                              |                                                                   | 171                                                               | 34#                                                               |
| 2010                                                              | 2010                                                              |                                                                   | 178                                                               | 36#                                                               |
| 2015                                                              | 2015                                                              |                                                                   | 174                                                               | 53#                                                               |
| Anm.: Upphörde som tätort 1990. # Som småort.                     |                                                                   |                                                                   |                                                                   |                                                                   |